# Urabá
Urabá es una subregión geográfica de Colombia, ubicada en un sitio de confluencia entre los departamentos de Antioquia y Chocó en la frontera con Panamá. La zona recibe su nombre del golfo de Urabá, en cuyo alrededor se asienta.
Sin embargo la región no se encuentra establecida en mapa alguno debido a que las divisiones de los departamentos difícilmente pueden reflejar la historia de las regiones y de sus pobladores. Esta región hace parte de los territorios focalizados PDET.
La región es reconocida por contar con una extraordinaria posición geográfica. Es un cruce de caminos entre el océano Pacífico y el océano Atlántico, los dos mayores océanos de la economía mundial, y entre América del norte y América central con Suramérica.
Fue una entidad territorial de primer orden por medio del decreto 540 del 7 de junio de 1911 hasta julio de 1915, bajo el nombre de Comisaría de Urabá.

## Topónimo
La región debe su nombre a Martín Fernández de Enciso en 1500 quien en referencia a la poca salinidad de las aguas del golfo lo llamó Urabá, literalmente golfo de Agua Dulce.
También se ha dicho, que en lengua katía, Urabá significa La tierra prometida. En esta región se encuentra mucha diversidad de economía.
Otras versiones afirman, que en esa región habitaban los "urabaes", una tribu de la familia lingüística Caribe.

## Subdivisiones

### Urabá antioqueño

Mapa del Urabá antioqueño.

El Urabá antioqueño es la región costera de Antioquia,  sobre el mar Caribe, una región plena de paisajes exóticos y con gran diversidad cultural. Es la región bananera y platanera más importante del país y despensa de esa fruta tropical de varios mercados internacionales. Una subregión que combina las culturas paisa, chocoana y costeña.
El turismo en la zona gira alrededor de los cultivos de plátano y banano, del agroturismo.
Negros, blancos, indígenas, mulatos, zambos y mestizos pueblan esta subregión. Es posible visitar los indígenas, en su mayoría de las etnias cuna y emberá catío.
En la región hay un aeropuerto comercial ubicado en Carepa, pero por vía terrestre la zona es también un trayecto común para los viajes en Antioquia. Partiendo desde Medellín se cruza el Túnel de Occidente, se transita por Santa Fe de Antioquia y se llega luego a Dabeiba, puerta del Urabá y asiento de dos resguardos indígenas los embera catíos.
El Urabá antioqueño se divide en tres zonas: una al sur, que limita con el Occidente y de actividades agrícolas y de pesca, con Mutatá como eje de desarrollo; otra zona es la zona central, la más próspera en materia económica y con epicentro en Turbo y Apartadó. El cultivo de banano es el principal renglón de la economía; y la zona norte, de Turbo hasta Arboletes, con el turismo y la pesca como principales actividades.
A la zona central y sur de Urabá se accede más rápido por la Carretera al Mar, que parte de Medellín y cruza a Santa Fe de Antioquia, busca a Dabeiba y de allí ingresa a tierra urabaense. El recorrido dura, hasta Turbo, alrededor de ocho horas; otra opción es el viaje aéreo, con vuelos diarios desde el Aeropuerto Olaya Herrera a distintos municipios de la subregión.
La subregión del Urabá antioqueño está dividida en tres sub-zonas.
El Urabá Norte está integrado por los municipios de:
- Arboletes
- San Juan de Urabá
- San Pedro de Urabá
- Necoclí

La región central, también conocida como el eje bananero caracterizada por su dinamismo económico, está integrada por los municipios de: 
- Apartadó
- Carepa
- Chigorodó
- Turbo

La región del Urabá Sur, integrada por tres municipios, que a su vez integran la subzona conocida como el Atrato medio antioqueño, caracterizada por paisajes de la selva húmeda tropical, en el valle del río Atrato.
- Mutatá
- Murindó
- Vigía del Fuerte

### Urabá chocoano

Mapa del Urabá chocoano.

El Urabá chocoano está ubicado en una subregión del departamento del Chocó conocida como el bajo Atrato y está integrada por los municipios de:
- Acandí
- El Carmen del Darién
- Belén de Bajirá
- Riosucio
- Unguía

Desde mediados de los años 70 después de siglos de incomunicación los diferentes poblados recurrieron a la vía aérea para conectarse con el resto del país. Surgieron aeropuertos para pequeñas avionetas en Acandí y Unguía y en los corregimientos de Capurganá, Santa María y Gilgal. El más importante fue el de Aeropuerto de Capurganá que tuvo su época dorada en los años 1990 cuando cientos de ecoturistas de todo Colombia viajaban a conocer las bellezas naturales de la región.